# Alive in Torment
Alive in Torment je EP norveškog black metal-sastava Dimmu Borgir snimljen uživo. Snimljen je u Stuttgartu u Njemačkoj. Objavljen je 26. studenoga 2001. godine, a objavila ga je diskografska kuća Nuclear Blast Records.

## Popis pjesama
| 1.    | »Tormentor of Christian Souls«      | 5:25 |
| 2.    | »The Blazing Monoliths of Defiance« | 4:32 |
| 3.    | »The Insight and the Catharsis«     | 7:10 |
| 4.    | »Puritania«                         | 3:07 |
| 5.    | »The Maelstrom Mephisto«            | 4:50 |
| 25:04 |                                     |      |

## Zasluge
Dimmu Borgir
- Shagrath - vokali
- Silenoz - gitara
- Galder - gitara
- Nicholas Barker - bubnjevi
- ICS Vortex - bas-gitara
- Mustis - sintisajzer, klavir

Ostalo osoblje
- Peter Tägtgren – mix
- Joachim Luetke – dizajn
- Markus Born – inženjer zvuka